# Mars à table !
Pour plus de détails, voir Fiche technique et Distribution.
Mars à table! (Top of the Food Chain) est un film canadien réalisé par John Paizs, sorti en 1999.

## Synopsis
Un scientifique en vacances, spécialisé dans le nucléaire, rencontre de mystérieux êtres carnivores déguisés en vendeurs ambulants Ceux-ci se nourrissent de la population excentrique de la petite ville isolée d'Exceptional Vista.

## Fiche technique
- Titre : Mars à table!
- Titre original : Top of the Food Chain
- Réalisation : John Paizs
- Scénario : Philip Bedard et Larry Lalonde
- Musique : David Krystal
- Photographie : Bill Wong
- Montage : Bert Kish
- Production : Suzanne L. Berger et Jana Edelbaum
- Société de production : Bedard/Lalonde Amusements, Space: The Imagination Station, Téléfilm Canada, Upstart Pictures et Victor Film Company
- Pays :  Canada
- Genre : Comédie horrifique et science-fiction
- Durée : 99 minutes
- Dates de sortie : 
  -  Canada : 11 septembre 1999 (festival international du film de Toronto), 10 mars 2000
  -  France : 19 juillet 2000

## Distribution
- Campbell Scott : Dr. Karel Lamonte
- Fiona Loewi : Sandy Fawkes, la propriétaire du motel
- Tom Everett Scott : Guy Fawkes, le frère de Sandy
- Robert Bockstael : Jan Bathgate
- Lorry Ayers : Pat alias Saris
- Ron Gabriel : Leslie Binkley du magasin général
- Bernard Behrens : Claire, la maire d'Exceptional Vista
- James Allodi : l'agent Dana
- Peter Donaldson : Kim Hickey
- Maggie Butterfield : Mme. Shelley Bathgate
- Hardee T. Lineham : l'officier Gayle
- Nigel Bennett : Michel O'Shea
- Elisa Moolecherry : Chris Marlowe
- Kathryn Kirkpatrick : Abby la sorcière

## Accueil
Vincent Ostria pour L'Humanité qualifie le film de « vrai dépaysement ». Jacques Mandelbaum pour Le Monde trouve le film « décevant ».